# Mercedes-Benz W208
Mercedes-Benz 208 — серия легковых автомобилей CLK-класса немецкой торговой марки Mercedes-Benz. Первая модель в кузове купе была представлена широкой общественности в 1997 году и базировалась на Mercedes-Benz W202 (C-класс), премьера которого состоялась в 1993 году. С помощью данной серии концерн DaimlerChrysler планировал занять новую нишу рынка легковых автомобилей.
Серия состояла из двух вариантов автомобилей: купе С208 и кабриолета А208. Также выпускалась наиболее мощная модель от подразделения Mercedes-AMG под названием СLK 55 AMG. Производство модели W208 в кузове купе завершилось летом 2002 года, кабриолеты выпускались до 2003 года включительно (до появления соответствующей модификации на новой платформе). На смену ей пришёл автомобиль Mercedes-Benz W209.
С 2000 по 2002 года модификация в кузове купе применялась спортивным подразделением компании для участия в гонках DTM.

## История

### Разработка

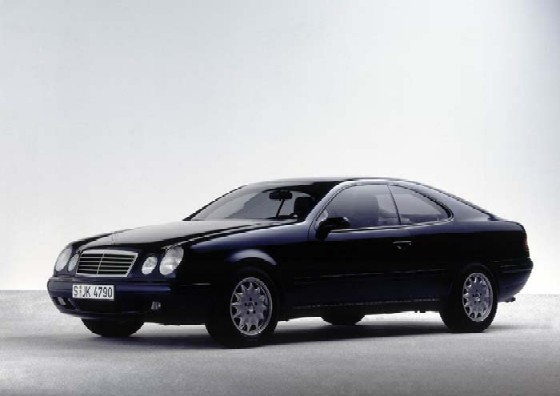
Mercedes-Benz Coupé-Studie

Разработка нового купе от компании Mercedes-Benz началась ещё в 1990-х годах. Так, в 1993 году конструкторами был собран прототип будущей серии — концепт-кар Coupe Studie, построенный на базе E-класса в кузове W124. Автомобиль дебютировал на Женевском автосалоне. В серию он так и не пошёл, но его дизайн стал основой для создания новых седанов «верхнего среднего класса» в кузове W210.
В 1996 году завершилось производство купе С124. Однако прямой замены у автомобиля не имелось. Поэтому руководство компании приняло решение выпускать серию CLK в качестве косвенного преемника (так как новый автомобиль основывался на C-классе).

### Премьера
Презентация нового роскошного купе от торговой марки Mercedes-Benz состоялась в 1997 году. Тогда концерн DaimlerChrysler представил первое поколение CLK-класса. Дизайн новой серии был выполнен в духе E-класса (Mercedes-Benz W210). В передней части автомобиля устанавливались те же круглые фары. У кузова появились средние стойки, которые, по мнению автомобилистов, лишили купе доли шарма предшественников. Дебют двухдверной модели CLK-класса состоялось на автосалоне в Детройте в январе 1997 года. Первоначальный модельный ряд включал две модели с четырьмяцилиндровыми двигателями (CLK 200, 136 л. с. и CLK 230 Kompressor, 193 л. с.) и одну с двигателем V6 (CLK 320, 218 л. с.). Покупателям марки предлагались две линии отделки на выбор "sport" и "elegans". В рестайлинговой версии "sport" был заменен на "avantgard". На автомобиле впервые была представлена система запирания дверей ELCODE. Так же, именно на этом кузове дебютировала система FBS3,отличительным знаком которой стал ключ "рыбка"(от 03/97). Еще одной инновацией стал двигатель М112Е32.Первый V6 от Mercedes,так же был впервые установлен на CLK320 (от 06/97).
Колёсная база (как и конструкция шасси) автомобиля была позаимствована у C-класса и составляла 2690 мм. Тормозная система досталась серии от E-класса. Дебют модели на рынке состоялся на два года позже E-класса и с более характерными для C-класса «компактными» четырёхцилиндровыми двигателями рабочим объёмом в 2,0 и 2,3 литра. Более мощные силовые агрегаты в конфигурации V6 (3,2 л) и V8 (4,3 л) появились несколько позже. Все модели CLK выпускались с бензиновыми двигателями с электронной системой впрыска различного объёма и мощности.
В июне 1998 года модельный ряд серии пополнился кабриолетом, базировавшимся на купе CLK, но отличавшимся большим салоном с полноценными задними сиденьями. Ассортимент доступных модификаций купе пополнился 4,3-литровым двигателем V8 мощностью 279 лошадиных сил. Стоимость данной модели, которая получила рыночное наименование CLK 430, на тот момент составляло 99 992 марок. В ноябре того же года началось производство Mercedes-Benz CLK-GTR — дорожной версии гоночного автомобиля класса «Гран туризмо» для 24-часовых гонок, которая была изготовлена в количестве 25 экземпляров и позаимствовала некоторые решения от CLK-класса. Сверхлёгкий энергопоглощающий кузов из кевлара и углепластика Crash-Box с аэродинамическими деталями и интегрированной стальной дугой безопасности скрывает крошечную 2-местную кабину и 12-цилиндровый двигатель рабочим объёмом 6,9 л, развивающий мощность свыше 600 лошадиных сил.
До мая 1999 года было продано более 100 000 купе и 21 000 кабриолетов. В конце августа-начале сентября компания провела небольшой рестайлинг, слегка затронувший внешний вид автомобилей серии. Внешние изменения коснулись цветовой гаммы окраски кузовов, видоизменились бамперы и пороги, а также были модифицированы наружные зеркала, в которые встроили индикаторы поворота (наиболее выделяющаяся особенность рестайлинга CLK серии). Пересмотру также подвергся список стандартного и опционального оборудования. В 2000 году семейство 4-местных купе и кабриолетов было обновлено за счёт появления двух новых 4-цилиндровых двигателей. Автомобили, унифицированные по шасси с предыдущим семейством С-класса, с середины 1998 года стали комплектоваться 4-, 6- и 8-цилиндровыми двигателями.. Модели с агрегатами V6 и V8 остались без изменений. В 1999 году появилась наиболее мощная модификация — CLK 55 AMG.
В мае 2001 года была выпущена особая серия купе под названием «Master Edition», отличия которой заключались в наличии 17-дюймовых алюминиевых колёсных дисков, AMG отделки и иных деталях спортивного оборудования. Стоимость CLK 200 Kompressor «Master Edition» на тот момент составляла 37 352 евро. В марте 2002 года была выпущена специальное издание кабриолетом под названием «Final Edition». Автомобили данного выпуска оснащались кожаными сиденьями Alcantara, специальными 17-дюймовыми алюминиевыми дисками, дерево-кожаным рулевым колесом и многими другими специальными функциями. В июне 2002 года модификации в кузове купе были сняты с производства, так как в мае состоялся запуск второго поколения CLK-класса, а выпуск кабриолетов завершился в мае 2003 года. На замену серии пришла новая модель Mercedes-Benz W209 (C209/A209).

## Описание

### Экстерьер
Концепция дизайна экстерьера автомобиля была позаимствована у E-класса серии W210 (те же очертания кузова и та же головная и задняя оптика). До рестайлинга 1999 года автомобиль предлагался в двух линиях исполнения: Elegance (концепция эксклюзивного, элегантного дизайна — подсветка порогов дверей, хромовая отделка ручек и рамок дверей, а также иные элементы) и Sport (концепция динамического, спортивного дизайна). После 1999 года автомобили предлагались в линиях исполнения ELEGANCE и AVANTGARDE.

### Интерьер

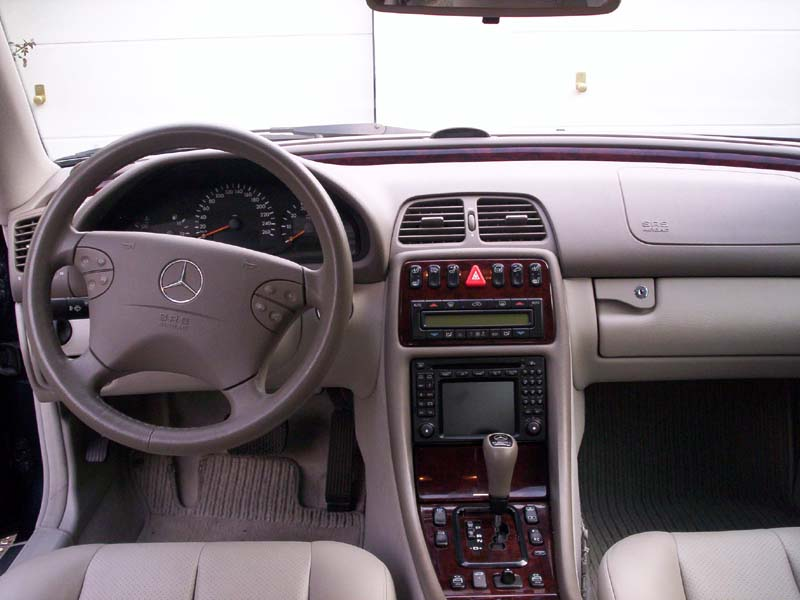
Интерьер Mercedes-Benz C208

Как и внешний вид автомобиля интерьер C208/A208 был унифицирован с E-классом. Линия исполнения Sport предлагала яркие циферблаты на панели приборов водителя, тканевую обивку Mescalero и карбоновую отделку. При заказе пакета Elegance автомобиль оснащался особыми легкосплавными дисками, затемнёнными циферблатами на панели приборов, шильдиками с наименованием линии исполнения на крыльях и рычаге КП, тканевую обивку Neptune, деревянную отделку из грецкого ореха, дверные ручки с хромированными вставками и характерные хромированные рамки вокруг боковых окон.
После рестайлинга 1999 года компания предлагала линии исполнения ELEGANCE (те же хромированные рамки окон и дверные ручки, особая отделка салона, зелёное тонированное стекло, шильдики, 16-дюймовые колёса в конструкции Elegance и т.д.) и AVANTGARDE (синие тонированные стёкла, серые циферблаты, 16-дюймовые колёса, накладки на бампер в цвет кузова и иные решения). Последний продолжал идеи дорестайлингового спорт-пакета.

### Оснащение
В стандартное оснащение серии входили передние и боковые подушки безопасности для водителя и переднего пассажира, ABS, ASR, наружные зеркала с подогревом и электрорегулировкой, датчик внешней температуры, система автоматического распознавания детского сиденья, технология экстренного торможения «Brake Assist», складывающиеся задние сиденья, электрические стеклоподъёмники, ремни безопасности (включая ограничители усилия), легкосплавные колёсные диски, усилитель руля, теплоизоляционное стекло, инфракрасный пульт дистанционного управления, электронный иммобилайзер, центральный замок и иные решения. После рестайлинга 1999 года в стандартную комплектацию также вошли подогрев форсунок омывателя лобового стекла, бортовой компьютер с индикаторами, многофункциональное рулевое колесо, подсветка дверей, механическая шестиступенчатая коробка передач (по состоянию на март 2000 года для CLK 200 Kompressor) и другие элементы.
В число дополнительных опция входили 5-ступенчатая автоматическая коробка передач (с круиз-контролем), автоматически затемняющиеся зеркала, фаркоп, система ESP для шестицилиндровых двигателей, кондиционер / климат-контроль, пакет памяти, датчики парковки, датчик дождя, люк с электроприводом, ксеноновая передняя оптика, мульти-контурные сиденья и другие.

### Двигатели
| Модель             | Двигатель          | Рабочий объём      | Клапанов           | Мощность                            | Крутящий момент                     | Максимальная скорость | Разгон 0–100 км/ч  | Годы выпуска       |
| Четырёхцилиндровые | Четырёхцилиндровые | Четырёхцилиндровые | Четырёхцилиндровые | Четырёхцилиндровые                  | Четырёхцилиндровые                  | Четырёхцилиндровые    | Четырёхцилиндровые | Четырёхцилиндровые |
| ------------------ | ------------------ | ------------------ | ------------------ | ----------------------------------- | ----------------------------------- | --------------------- | ------------------ | ------------------ |
| CLK 200            | M 111 E 20         | 1998 см3           | 16                 | 100 кВт (136 л. с.) при 5500 об/мин | 190 Н·м при 3700–4500 об/мин        | 208 км/ч              | 11 с               | 06.1997–06.2000    |
| CLK 200 K          | M 111 E 20 ML EVO  | 1998 см3           | 16                 | 120 кВт (163 л. с.) при 5300 об/мин | 230 Н·м при 2500–4800 об/мин        | 223 км/ч              | 9,1 с              | 06.2000–05.2003    |
| CLK 200 K          | M 111 E 20 ML      | 1998 см3           | 16                 | 141 кВт (192 л. с.) при 5300 об/мин | 270 Н·м при 2500–4800 об/мин        | 233 км/ч              | 8,4 с              | 06.1997–08.1999    |
| CLK 230 K          | M 111 E 23 ML      | 2295 см3           | 16                 | 142 кВт (193 л. с.) при 5300 об/мин | 280 Н·м при 2500–4800 об/мин        | 234 км/ч              | 8,4 с              | 06.1997–06.2000    |
| CLK 230 K          | M 111 E 23 ML EVO  | 2295 см3           | 16                 | 145 кВт (197 л. с.) при 5500 об/мин | 280 Н·м при 2500–5000 об/мин        | 236 км/ч              | 7,9 с              | 06.2000–05.2003    |
| Шестицилиндровые   |                    |                    |                    |                                     |                                     |                       |                    |                    |
| CLK 320            | M 112 E 32         | 3199 см3           | 18                 | 160 кВт (218 л. с.) при 5700 об/мин | 310 Н·м при 3000–4600 об/мин        | 240 км/ч              | 7,4 с              | 06.1997–05.2003    |
| Восьмицилиндровые  |                    |                    |                    |                                     |                                     |                       |                    |                    |
| CLK 430            | M 113 E 43         | 4266 см3           | 24                 | 205 кВт (279 л. с.) при 5750 об/мин | 400 Н·м при 3000–4400 об/мин об/мин | 250 км/ч              | 6,4 с              | 06.1998–05.2003    |
| CLK 55 AMG         | M 113 E 55         | 5439 см3           | 24                 | 255 кВт (347 л. с.) при 5500 об/мин | 510 Н·м при 3000–4300 об/мин        | 250 км/ч              | 5,4 с              | 08.1999–06.2002    |

## CLK 55 AMG

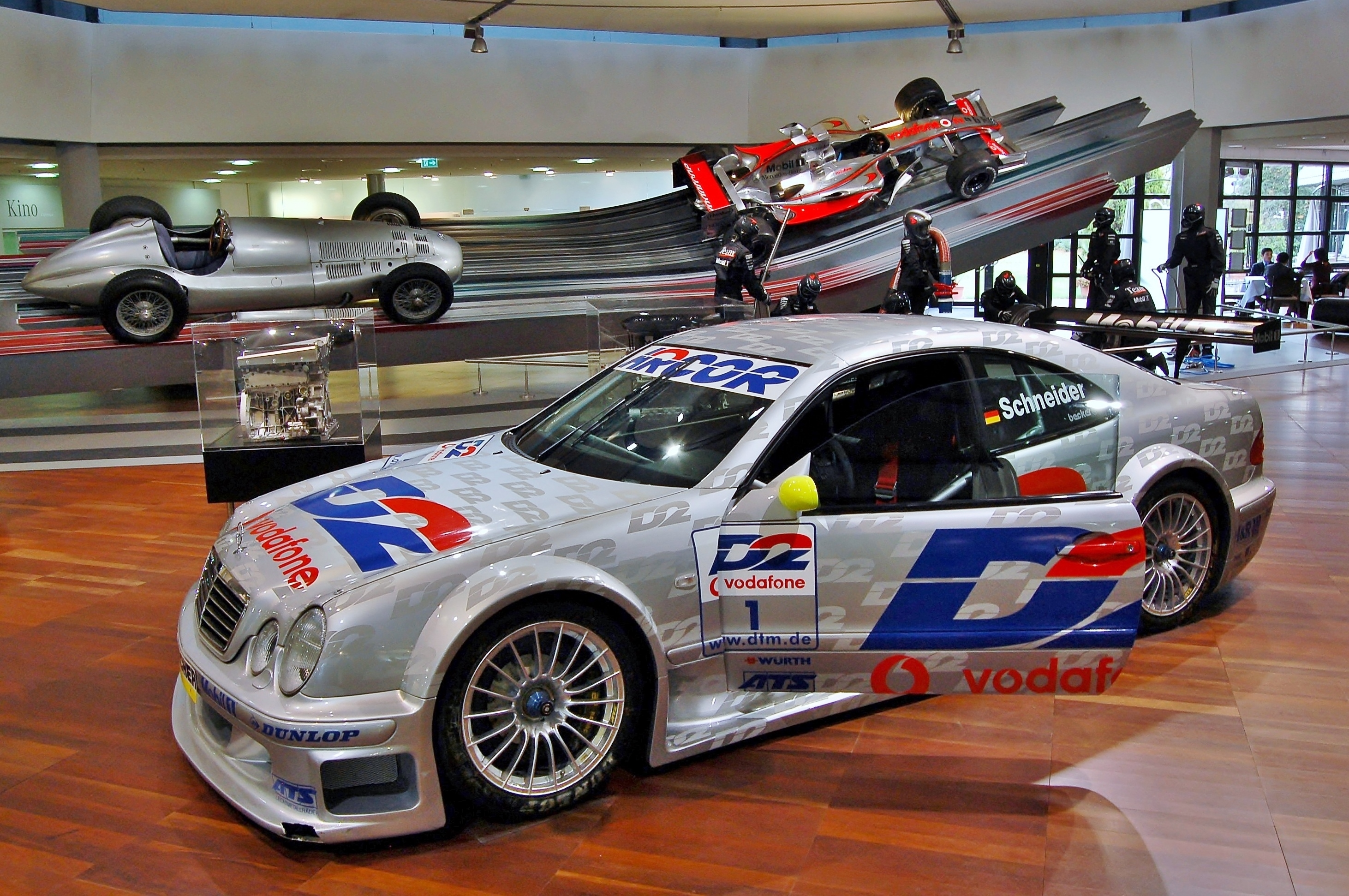
Mercedes-Benz CLK AMG DTM (C208)

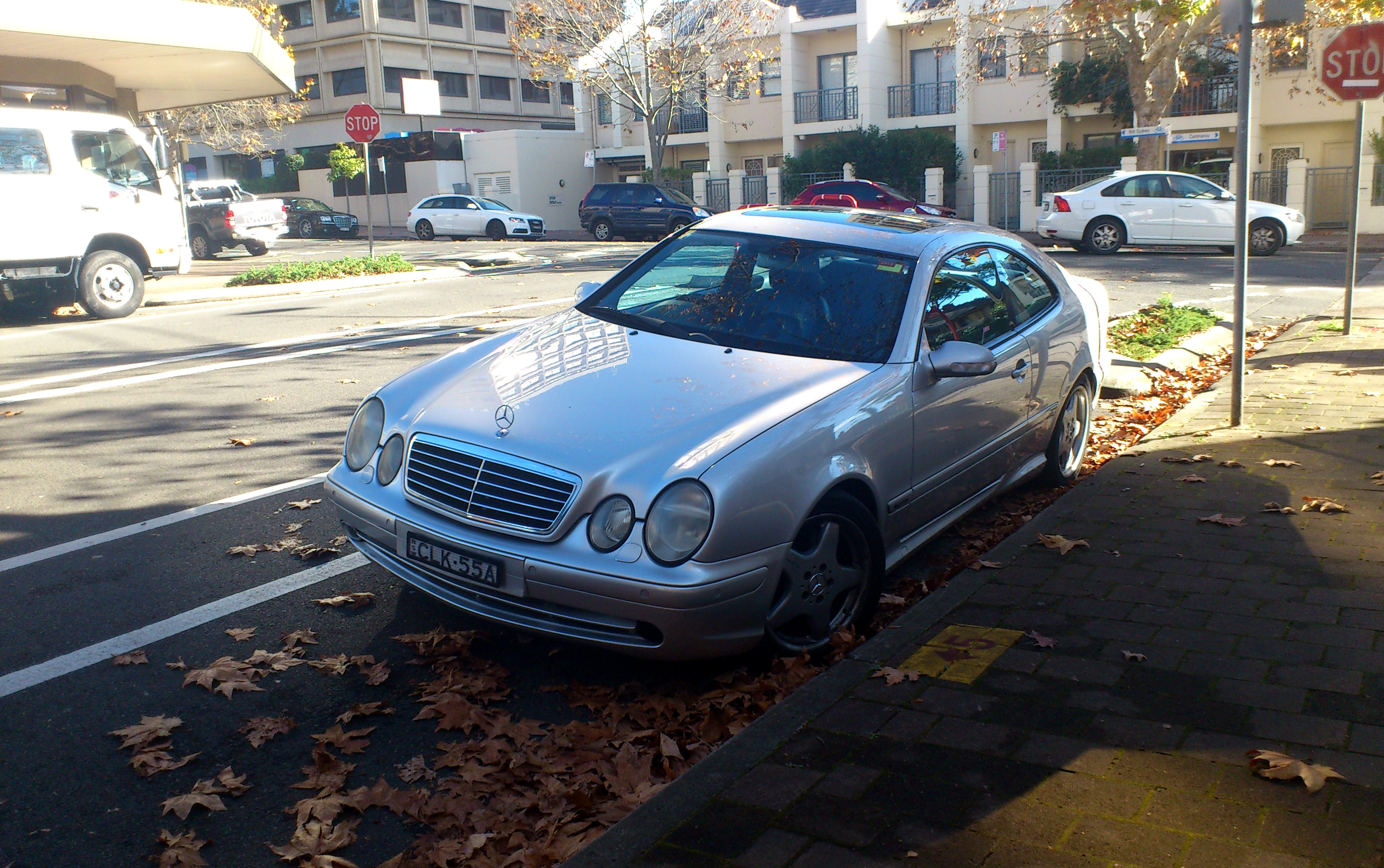
Mercedes-Benz CLK 55 AMG

На модификацию CLK 55 AMG, представленную в 2001 году, устанавливался 5,5-литровый двигатель V8 (откуда и рыночный индекс модели). Список оборудования включал в себя сверхжёсткий кованый стальной коленчатый вал, кованые шатуны и поршни, легковесные специальные однорядные распределительные валы AMG с цепным приводом и 16 свечей зажигания (две свечи зажигания на цилиндр). Диаметра цилиндра и ход поршня составляла 97 мм х 92 мм соответственно. Впускной коллектор с двойным резонансом и настроенными направляющими помогал создавать оптимизированные крутящий момент и мощность, используя две резонансные частоты для увеличения производительности. Степень сжатия составляла 10,5:1. Мощность двигателя составляла 342 л. с. (255 кВт) и 510 Н·м крутящего момента.
Для передачи мощности силового агрегата модель оснащалась полностью электроуправляемой пятиступенчатой автоматической коробкой передач, которая применялась на моделях S-класса с двигателем V12. Более объёмный по размеру карданный вал с четырьмя болтами, которые имели диаметр в четыре дюйма, соединялся с усиленным задним дифференциалом для того, чтобы контролировать всю дополнительную мощность. Для обеспечения управляемости и безопасности на автомобиль устанавливалась система ESP.
Шасси автомобиля наследовалось от базовой версии CLK-класса, однако имело свои особенности и компоненты от AMG. Стандартную независимую подвеску дополнили специальными амортизаторами, стабилизаторами поперечной устойчивости и более жёсткими втулками. Для увеличения контроля над управлением автомобилем колёса модели оснастили высокоэффективными низкопрофильными шинами ZR, улучшили тормозную систему (увеличили размеры тормозных дисков, а в задней части кузова установили вентилируемые диски для улучшения охлаждения), в стандартную комплектацию включили антиблокировочную систему («ABS») и технологию «Brake Assist».